# Малік (Албанія)
Малік (алб. Maliq) — місто та муніципалітет в Албанії, в області Корча. Нинішній розширений муніципалітет був утворений під час реформи місцевого самоврядування 2015 року шляхом злиття колишніх адміністративних одиниць Горе, Лібонік, Малік, Могліце, Пірг, Поян і Врештас. Резиденцією муніципалітету є місто Малік. Населення муніципалітету — 41 757 (2011).

## Історія
Місто Малік містить археологічні пам’ятки ранньої бронзової доби, які є доказами культурної спадкоємності народів ранньої бронзової доби на Балканах. Археологічна пам’ятка Малік III, а демонструє ознаки дизайну гончарного посуду під впливом гончарних стилів у Греції бронзової доби. Однак стилістичний злам стався на місці Малік II b, де «грубіші типи кераміки, часто включаючи вази з подвійними ручками та чашки з однією ручкою, не пов’язані з ранніми рівнями енеоліту [археологічних розкопок]».
Місто процвітало навколо цукрового заводу, побудованого в 1951 році за допомогою радянської іноземної допомоги. На початку роботи завод мав потужність від 1000 тонн до 2400 тонн. Згодом фабрика була закрита, в 1990-х роках, що призвело до значного безробіття в місті.
У місті є однойменний футбольний клуб.